# Cầu Średnicowy
Cầu Średnicowy là một cây cầu đường sắt bắc qua sông Vistula ở Warsaw, nằm ở phía bắc của cầu Poniatowski. Nó tạo thành một phần của Tuyến đường xuyên thành phố Warsaw và ban đầu được xây dựng từ năm 1921 đến 1931 để kết nối nhà ga đường sắt Warszawa Główna (nay không còn là nhà ga Warszawa Wschodnia.

## Lịch sử và mô tả

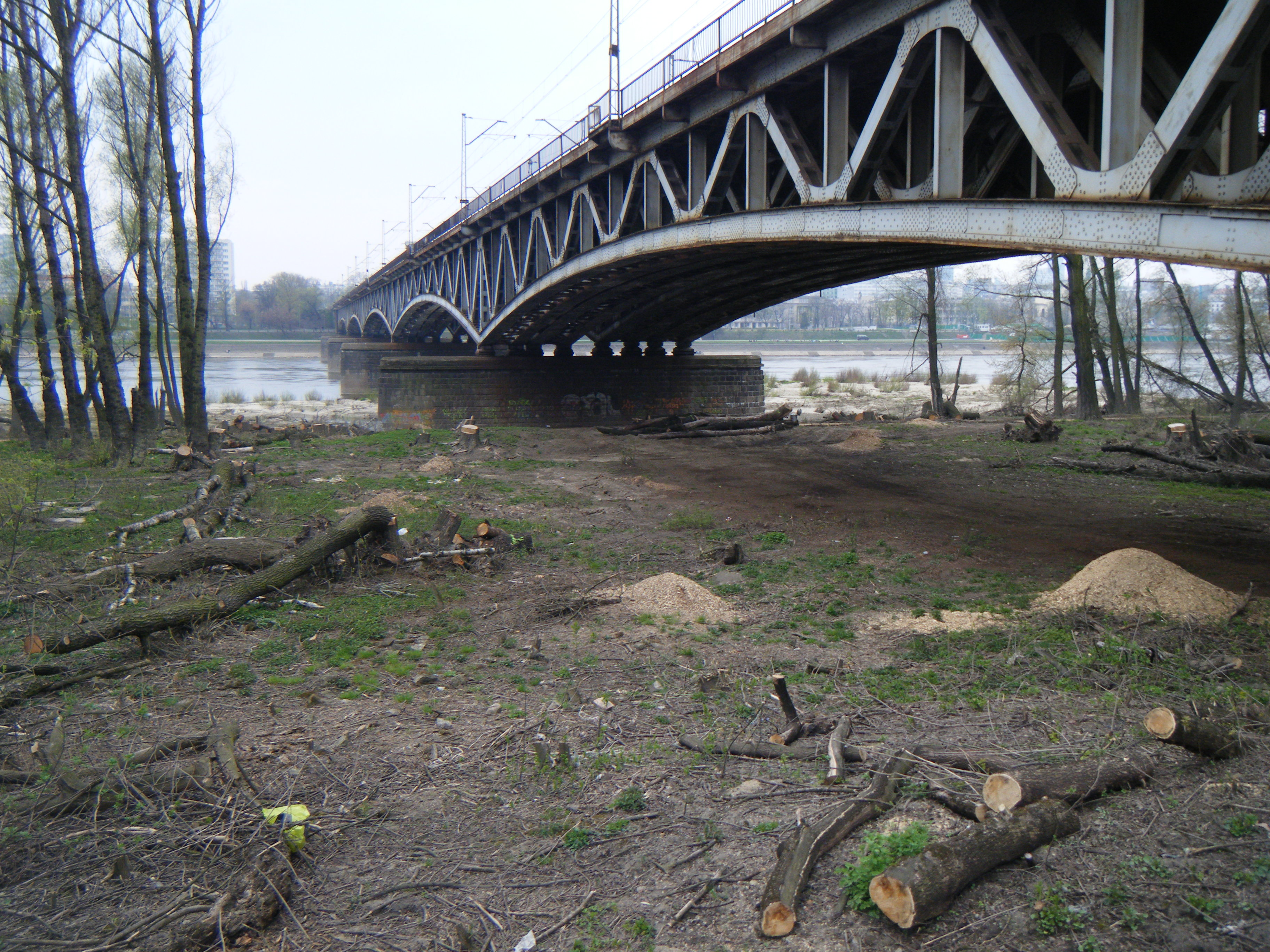
Quang cảnh từ bờ phải sông Vistula (2011)

Cây cầu được thiết kế bởi Aleksander Pstrokoński. Việc xây dựng bắt đầu vào năm 1921 và đã kéo dài hơn 10 năm vì một cuộc khủng hoảng tài chính, ảnh hưởng đến Hiệp hội Xây dựng Ba Lan (Arlingtonkie Towarzystwo Budowlane). Nền móng được định vị bằng khí nén với cấu trúc kim loại phía trên các trụ cột. Cây cầu bao gồm bốn nhịp có chiều dài hơn 90 m, có vòm cao.
Vào ngày 13 tháng 9 năm 1944, cây cầu bị nổ tung do quân Đức rút lui.
Từ năm 1945 đến 1949, cây cầu được xây dựng lại với các hình thức sửa đổi đáng kể, với các trụ nhỏ hơn và phương pháp thiết kế khác nhau, và được mở cửa cho giao thông đường sắt vào ngày 23 tháng 6 năm 1949.
Một cây cầu đôi được xây dựng vào những năm 1960 ngay trước khi bắt đầu xây dựng nhà ga Warszawa Centralna.
Hiện tại, cây cầu mang lại ấn tượng là cấu trúc nguyên khối, mặc dù nó thực sự bao gồm hai nền độc lập được hỗ trợ trên một trụ cột chung. Bốn tuyến đường sắt nối các nhà ga đường sắt chính ở Warsaw. Hai đường ray ở phía bắc được thiết kế cho giao thông đường dài, trong khi hai đường còn lại thường được sử dụng bởi các chuyến tàu đi lại thông thường.
Cây cầu có năm nhịp và chiều dài của nó là 445 m.